# Selaginella microtus
Selaginella microtus är en mosslummerväxtart som beskrevs av Addison Brown. Selaginella microtus ingår i släktet mosslumrar, och familjen mosslummerväxter. Inga underarter finns listade i Catalogue of Life.